# Stenotarsus guineensis
Stenotarsus guineensis es una especie de coleóptero de la familia Endomychidae.

## Distribución geográfica
Habita en África Central.